# Římskokatolická farnost Nebočady
Římskokatolická farnost Nebočady (lat. Neschvicium, něm. Neschwitz) je církevní správní jednotka sdružující římské katolíky na území městské části Nebočady a v jejím okolí. Organizačně spadá do děčínského vikariátu, který je jedním z 10 vikariátů litoměřické diecéze. Centrem farnosti je kostel svatého Vavřince v Nebočadech.

## Historie farnosti
Farnost Nebočady je velmi starobylá, existující již před rokem 1363. Matriky jsou vedeny od roku 1703. Dnešní farní kostel sv. Vavřince tvoří nepřehlédnutelnou dominantu okolí, je barokní z 18. století. Farnost bývala obsazována kněžími až do poloviny 20. století (v roce 1935 zde jako kaplan, od roku 1937 jako mezitivní administrátor, začínal svou duchovní praxi pozdější Mons. Robert Franze). V roce 1948 již byla farnost administrována z Bělé u Děčína, později z děčínského děkanství.
Farnost je z Děčína administrována dodnes. Farní kostel sv. Vavřince v Nebočadech má v interiéru poškozený strop od 70. let 20. století, kdy nad kostelem nízko přeletěla stihačka a v důsledku rázové vlny se vodou narušený strop zřítil. V 90. letech 20. století byla loď kostela staticky zajištěna a k bohoslužbám slouží presbytář kostela, který nebyl poškozen a je od chrámové lodi oddělen dřevěnou zástěnou.

### Duchovní správcové vedoucí farnost
Začátek působnosti jmenovaného v duchovní správě farnosti od:
- 1686 Tobias Hübner
- 1693 Ioann. Georg. Uding
- 1704 Franc. Thad. Matzke
- 1725 Franc. Wencesl. Götz
- 1731 Christoph. Bartholomeus Fritsche
- 1743 Anton. Palme
- 1770 Jos. Ahne, † 18. 11. 1784
- 1785 par. vacat, cap. Jos. Dix
- 1786 Ign. Wagner, † 6. 4. 1813
- 1814 Anton. Buryan, † 13. 10. 1817
- 1817 Godefr. Stelzig, n. 16. 2. 1776 Arnoltice, o. 6. 9. 1801, † 25. 4. 1830
- 1830 Florian. Seidel, n. 27. 3. 1785 Růžová, o. 10. 11. 1807, † 2. 10. 1852
- 1852 par. vacat, admin. inter. Jos. Langer
- 1853 Jos. Kunt, n. 13. 10. 1801 Lípa, o. 4. 9. 1826, † 7. 5. 1872
- 1873 Car. Wettengl, n. 16. 2. 1807 Stranic. o. 5. 8. 1831, † 30. 4. 1897
- 1891 Ferd. Ullrich, n. 6. 3. 1841 Ždiar, o. 15. 7. 1867, † 15. 12. 1896
- 1897 Joann. Rydval, n. 4. 5. 1867 Lhotka, o. 17. 7. 1892, † 21. 3. 1907
- 1907 Herman. Krenn, n. 10. 8. 1857 Teplice, o. 19. 7. 1879, † 16. 8. 1925
- 1918 Venc. Šťastný, n. 16. 1. 1869 Trenčín, o. 17. 6. 1894, † 14. 5. 1937
- 1937 par. vacat, admin. interc. Robert Franze
- 1939 Fridericus Leitelt, n. 16. 10. 1898 Heinersdorf., o. 30. 6. 1922
- 1. 6. 1945 Rainer Leitelt
- 1. 5. 1946 Vojtěch Bartoš, SJ, admin. exc. z Bělé u Děčína
- 1. 12. 1951 Karel Kvítek, admin. exc. z Bělé u Děčína
- 20. 6. 1952 Anton Danišovič, OFM, admin. exc. z Děčína
- 1. 4. 1955 Jan Joklík, admin. exc. z Děčína
- 1. 8. 1973 Viktor Mareta
- 1. 2. 1974 Pavel Jančík, admin. exc. z Děčína
- 1. 6. 1976 Mojmír Melan, admin. exc. z Děčína-Podmokel
- 1. 1. 1983 Benno Rössler, admin. exc. z Děčína
- 1. 2. 1990 Pavel Jančík, admin. exc. z Děčína
- 1. 10. 1994 Pavel Procházka, admin. exc. z Děčína
- 15. 11. 2003 Martin Davídek, admin. exc. z Děčína
- 1. 10. 2005 Antoni Kośmidek, admin. exc. z Děčína
- 16. 8. 2006 Antonín Sedlák, admin. exc. z Děčína
- 1. 7. 2009 Tomáš Kuba, admin. exc. z Děčína[3]

Kromě kněží stojících v čele farnosti, působili ve farnosti v průběhu její historie i jiní kněží. Většinou pracovali jako farní vikáři, kaplani, katecheté, výpomocní duchovní aj.

## Území farnosti
Do farnosti náleží území těchto obcí:
- Boletice nad Labem (Politz[p 2])
- Borek u Děčína (Barken[p 2])
- Dobkovice (Topkowitz[p 2])
- Hoštice nad Labem (Hostitz[p 2])
- Choratice (Kartitz[p 2])
- Jakuby (Jakuben[p 2])
- Kamenička (Steinbach[p 2])
- Lesná (Hortau[p 2])
- Lesní Mlýn (Buschmühle[p 2])
- Malšovice (Malschwitz[p 2])
- Nebočady (Neschwitz[p 2])
- Prosetín (Prosseln[p 2])
- Ptačí (Vogelgesang[p 2])
- Smordov (Schmordau[p 2])
- Všeraz (Schöras[p 2])

## Římskokatolické sakrální stavby na území farnosti
| | Fotografie | Stavba                    | Místo          | Bohoslužby                      | Zeměpisné souřadnice             | Status       | Číslo kulturní památky           |
| Kostel | Kostel     | Kostel                    | Kostel         | Kostel                          | Kostel                           | Kostel       | Kostel                           |
| --- | ---------- | ------------------------- | -------------- | ------------------------------- | -------------------------------- | ------------ | -------------------------------- |
| 1. |            | Kostel sv. Vavřince       | Nebočady       | bližší informace o bohoslužbách | 50°43′51″ s. š., 14°11′26″ v. d. | farní kostel | 40263/5-3593 (Pk•MIS•Sez•Obr•WD) |
| Kaple |            |                           |                |                                 |                                  |              |                                  |
| 2. |            | Kaple Panny Marie         | Borek u Děčína | bližší informace o bohoslužbách | 50°43′9″ s. š., 14°10′26″ v. d.  | kaple        | –                                |
| 3. |            | Kaple Nejsvětější Trojice | Nebočady       | bohoslužby příležitostně        | 50°43′51″ s. š., 14°11′26″ v. d. | obecní kaple | 18175/5-3595 (Pk•MIS•Sez•Obr•WD) |
| Některé drobné sakrální stavby a pamětihodnosti lze dohledat zde v databázi Drobné sakrální památky Zaniklé sakrální stavby lze dohledat zde v databázi Poškozené a zničené kostely, kaple a synagogy v České republice |            |                           |                |                                 |                                  |              |                                  |

Ve farnosti se mohou nacházet i další drobné sakrální stavby, místa římskokatolického kultu a pamětihodnosti, které neobsahuje tato tabulka.

## Příslušnost k farnímu obvodu
Z důvodu efektivity duchovní správy byl vytvořen farní obvod (kolatura) farnosti – děkanství Děčín I, jehož součástí je i farnost Nebočady, která je tak spravována excurrendo. Přehled těchto kolatur je v tabulce farních obvodů děčínského vikariátu.